# Mタウン
『Mタウン』は、MBSラジオが原則として月曜日付け最終番組として、火曜日2:35-5:15（テーブル上の時間帯は月曜26:35-29:15）に生放送されている音楽番組である。
2021年10月5日（10月4日深夜）から、当初は5:00（29:00）までの2時間半ワイドとしてスタートし、2022年4月5日（4月4日深夜）からは、MBSラジオの平日の基点（放送開始）時間が5:15（29:15）に繰り下げとなったことから、放送時間を15分拡大した。但し、同年7月5日（7月4日深夜）から12月27日（12月26日深夜）までは再び5:00（29:00）までの放送に戻っていた。2024年7月1日からは開始時間が5分繰り下げとなり、2:35（26:35）からの放送となった。なお、年数回ではあるがプロ野球開催時は『MBSベースボールパーク』の編成に伴う通常番組の振替放送に伴い、前枠の番組のスライドの都合上放送時間が通常より1時間以上短縮される。
同番組は月1回程度（放送する週はその月の内容により異なるが概ね上旬）放送される「NAOTOの月イチな音」の放送日を除いて放送されており、3人の女性パーソナリティーが生放送で、洋楽、邦楽、歌謡曲、演歌、民族音楽、クラシック、新曲、懐メロを問わず選曲を展開する。時には、その歌手・演奏家などがスタジオに生出演したり、あるいはコメントゲストなども登場する。
西田愛（めぐみ）担当日には、本を紹介するコーナー「喫茶ラウンジMegビブリオ」があり、紹介した本はMARUZEN&ジュンク堂書店梅田店内にあるMBSラジオの本棚に置かれる。

## パーソナリティー
概ね下記の順番でローテーション制で担当する。
- 堀くるみ（2024年4月より）
- 西田愛
- 塩月希依音（NMB48、2024年11月より）

過去
- 三木杏珠（MBSラジオスタッフ、開始 - 2024年3月）
- 上西怜（放送当時はNMB48、開始 - 2024年10月）

## 関連番組
- Mラジ Music Treasures - 水曜日から土曜日（火曜日から金曜日深夜）に放送されている基本ノーDJスタイルの音楽番組